# August Wilhelm von Gemmingen
August Wilhelm von Gemmingen (* 18. August 1738; † 1795 in Stuttgart) war Kammerherr des württembergischen Herzogs, Ritter des Karlsordens und Ritterrat des Ritterkantons Kraichgau.

## Leben
Er war ein Sohn des baden-durlachschen Kammerjunkers und Obervogts in Durlach, Franz Reinhard von Gemmingen (1692–1751), und der Sophie Helene von Pretlack (1701–1781). Er kam als Page an den württembergischen Hof in Stuttgart und trat dann in das württembergische Militär ein, wo er Obrist und Flügeladjutant des Herzogs wurde. Später war er Kammerherr des Herzogs. Er war außerdem Ritter des Karlsordens und Ritterrat im Ritterkanton Kraichgau.

## Familie
Er war mit Philippine Margaretha von Holtz (1728–1784) verheiratet. Nach deren Tod schloss er eine zweite Ehe mit der deutlich jüngeren Charlotta Franziska von Gemmingen-Fürfeld (1770–1814), Tochter des Johann Dietrich von Gemmingen-Fürfeld und der Friederike von Bönninghausen.
Nachkommen:
- August Karl Franz Johann (1792–1870) ⚭ Amalia von Gemmingen-Hornberg (1801–1865)
- Ludwig Friedrich Wilhelm (1794–1858) ⚭ Josepha von Lassolaye (1795–1824), Emma von Gemmingen-Guttenberg (1804–1865)